# Бридель
Бридель (нем. Briedel) — община в Германии, в земле Рейнланд-Пфальц. 
Входит в состав района Кохем-Целль. Подчиняется управлению Целль (Мозель).  Население составляет 1028 человек (на 31 декабря 2010 года). Занимает площадь 26,61 км².